# L'Orchidée rouge
Pour plus de détails, voir Fiche technique et Distribution.
L'Orchidée rouge (Das Rätsel der roten Orchidee) est un film ouest-allemand réalisé par Helmuth Ashley et sorti en 1962. Le film fait partie d'une série d'adaptations par la société allemande Rialto Film des romans policiers britanniques d'Edgar Wallace ; Ce film-ci adapte When the Gangs Came to London publié en 1932.

## Synopsis
Plusieurs organisations criminelles font chanter des personnalités londoniennes illustres et réussissent à leur extorquer de grosses sommes d'argent. L'enquête est confiée au jeune inspecteur Weston de Scotland Yard et au capitaine Allermand du FBI qui découvre que ces manœuvres sont pilotées par des Américains expatriés en Europe. Ils s'aperçoivent que les différents gangs se mènent les uns les autres une guerre sans merci, ce qui pourrait permettre aux enquêteurs de récupérer l'argent volé.

## Fiche technique
Sauf indication contraire, les informations mentionnées dans cette section peuvent être confirmées par la base de données cinématographiques IMDb,  présente dans la section « Liens externes ».
- Titre original allemand : Das Rätsel der roten Orchidee[1]
- Titre français : L'Orchidée rouge[2]
- Réalisation : Helmuth Ashley
- Scénario : Egon Eis (sous le nom de « Trygve Larsen »), Gerhard F. Hummel (de) (sous le nom de « Piet ter Ulen »)
- Photographie : Franz Xaver Lederle (de)
- Montage : Herbert Taschner (de)
- Musique : Peter Thomas
- Production : Horst Wendlandt, Preben Philipsen
- Société de production : Rialto Film
- Pays de production :  Allemagne de l'Ouest
- Langue originale : allemand
- Format : Noir et blanc - 1,66:1 - Son mono - 35 mm
- Genre : Policier[2]
- Durée : 84 minutes[1]
- Date de sortie :
  - Allemagne de l'Ouest : 1er mars 1962
  - France : 23 novembre 1962[2]

## Distribution
- Christopher Lee : Capitaine Allerman
- Adrian Hoven : Inspecteur Weston
- Marisa Mell : Lilian Ranger
- Pinkas Braun : Edwin
- Christiane Nielsen : Cora Minelli
- Eric Pohlmann : Kerkie Minelli
- Fritz Rasp : Tanner
- Wolfgang Büttner : Tetley
- Herbert A.E. Böhme : Colonel Drood
- Günther Jerschke : M. Shelby
- Sigrid von Richthofen : Mme Moore
- Hans Paetsch : Lord Arlington
- Edgar Wenzel : Babyface
- Klaus Kinski : Steve
- Eddi Arent : Parker